# Saccobolus citrinus

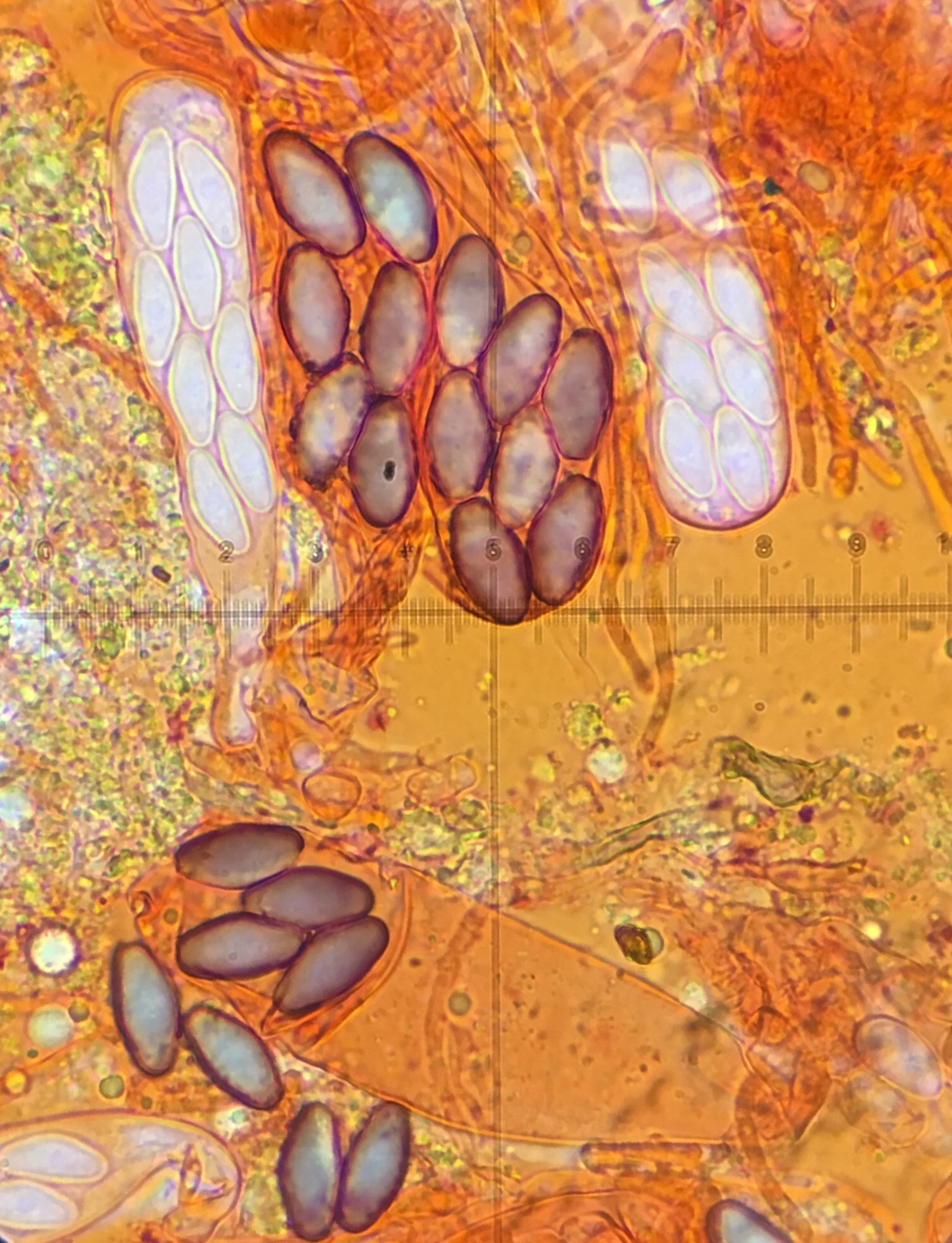
Obraz mikroskopowy

Saccobolus citrinus Boud. & Torrend – gatunek grzybów z rodziny Ascobolaceae.

## Systematyka i nazewnictwo
Pozycja w klasyfikacji według Index Fungorum: Saccobolus, Ascobolaceae, Pezizales, Pezizomycetidae, Pezizomycetes, Pezizomycotina, Ascomycota, Fungi.
Po raz pierwszy opisali go w 1911 r. Jean Louis Émile Boudier i Camille Torrend na odchodach zwierząt w Portugalii i nadana przez nich nazwa naukowa jest aktualna.

## Morfologia
Askokarpy typu apotecjum bez trzonka, o wysokości 180–215 μm, średnicy 205–315 μm, tworzące się na powierzchni podłoża pojedynczo lub gromadnie. Powierzchnia zewnętrzna jasna do cytrynowożółtej, gładka, kształt prawie kulisty, poduszeczkowaty lub w okresie dojrzałości soczewkowaty. Tarczka owocnika wypukła, cytrynowożółta, nakrapiana czarniawymi plamami będącymi końcówki dojrzałych, wystających worków. Hypotecjum nie odróżniające się od ekscypulum. Cienka zewnętrzna warstwa ekscypulum zbudowana z kulistych strzępek o barwie od bladożółtej do żółtawoszarej, o wymiarach 8–20 × 8–18 μm. Parafizy cylindryczno-nitkowate, proste, septowane, przewyższające worki, o szerokości 3 μm, nierozgałęzione, z napęczniałymi końcówkami z dużą ilością żółtego pigmentu. Worki 113–148 × 27–34 μm, 8-zarodnikowe, jednościenne, szeroko maczugowate, grubościenne, z płaskim wierzchołkiem, o ścianie w odczynniku Melzera barwiącej się na niebiesko. Mają krótki trzon 8–10,5 × 5,5–6 μm z wieczkiem. Askospory 17–21 × 8–9 μm, elipsoidalno-wrzecionowate, fioletowe do brązowawo-fioletowych, lekko asymetryczne, ze ściętymi lub tępo brodawkowatymi końcami, czasem ze szczelinami, grubościenne, zebrane w wydłużone grona o wymiarach 45–50,5 × 15– 20 µm, zwarte i szczelnie zamknięte dookoła w wąskiej galaretowatej otoczce o grubości 2–4 μm.
Saccobolus citrinus jest podobny do Saccobolus succineus, ale odróżnia się cytrynowożółtymi apotecjami, ponadto ma węższe askospory

## Zasięg występowania i siedlisko
Podano stanowiska Saccobolus citrinus w Ameryce Północnej i Południowej, w Europie, Australii i na Nowej Zelandii. Najwięcej stanowisk podano w Europie. Występuje także w Polsce.
Grzyb koprofilny rozwijający się na odchodach zwierząt roślinożernych.